# Йохан Боден
Юган Боден (швед. Johan Bodén) (20 квітня 1974) — шведсько-український підприємець, директор корпоративного розвитку у агрофірмі Чумак.

## Життєпис
Народився 20 квітня 1971 року в Швеції.
1990—1994 — Закінчив Школу фінансів та маркетингу в Стокгольмі.
1994—1996 — Закінчив Школа маркетингу в США.
З 1994 — переїхав в українське місто Каховка, де зайнявся бізнесом.
З 1996 — Директор корпоративного розвитку ЗАТ «Чумак».